# Bezirksklinikum Wöllershof
Das Bezirksklinikum Wöllershof (BKW) umfasst mehrere Fachkliniken und medizinische Einrichtungen des Bezirks Oberpfalz – KU (medbo).

## Einrichtungen
- Klinik für Psychiatrie, Psychosomatik und Psychotherapie
- Psychiatrische Institutsambulanz der Klinik für Psychiatrie, Psychosomatik und Psychotherapie
- zwei Pflegeheime für psychisch Kranke
- ein Wohnheim für psychisch Kranke

Die Klinik für Psychiatrie, Psychosomatik und Psychotherapie am Bezirksklinikum Wöllershof ist in vier Abteilungen aufgeteilt:
1. Allgemeinpsychiatrie I mit dem Schwerpunkt Psychosen
2. Allgemeinpsychiatrie II mit dem Schwerpunkt Affektive Störungen
3. Altersmedizin
4. Suchtmedizin mit angegliederter Sucht-Reha

## Geschichte
Das heutige Bezirksklinikum ist eine 1906 gegründete ehemalige Heil- und Pflegeanstalt. 1920 wurde die Anstalt aufgelöst und seine Patienten nach Regensburg verlegt. Bis zum Jahr 1931 diente Wöllershof als Kindererholungsheim. Von 1938 bis 1943 wurde es zur Reichsfinanzschule und diente gegen Ende des Krieges auch als Reservelazarett. Nach 1945 wurde die Einrichtung als Krankenhaus weitergenutzt. 1978 übernahm der Bezirk das Haus und baute Wöllershof zur Fachklinik für Psychiatrie aus.
2006 wurde die medbo GmbH – Medizinische Einrichtungen des Bezirks Oberpfalz gegründet, der das Bezirksklinikum Wöllershof seither angehört.

## Architektur
Das Hauptgebäude mit mittlerem Kuppelpavillon und anschließenden Mansarddachflügeln ist an einen rückwärtigen Innenhof gefügt (Gebäude Nr. 4). Weitere Gebäude sind das nordwestlich angefügte Saalgebäude von 1938, eine Pavillonanlage in Parkanlage bestehend aus 8 Pavillons (Gebäude Nr. 5, 6, 7, 8, 9, 11, 12, 13) und zwei Verwaltungsgebäude (Gebäude Nr. 3, 16). Die Pavillons sind als südliche und nördliche Reihe in Ost-West-Richtung angeordnet, die der südlichen Reihe als rhythmische Gruppe in der Abfolge a-b-c-b-a. Die Hauptansichten sind nach Süden ausgerichtet, die des Hauptgebäudes schlossartig mit überhöhtem Mittelpavillon mit hohen Fenstern im piano nobile und kupfergedeckter Kuppel, die Seitenpavillons zweigeschossig mit ziegelgedeckten Mansarddächern, die Verbindungsflügel eingeschossig. Die Pavillons sind eingeschossig mit ausgebauten, gleichfalls ziegelgedeckten Mansarddächern. Die Gebäude haben Natursteinsockel, die Fassaden sind verputzt; erbaut zwischen 1906 und 1911 in Formen des barockisierenden Jugendstils; der Saalbau von 1938 in zeittypischer Architektur; mit Ausstattung; Kapelle (Bauteil Nr. 4) über quadratischem Grundriss, Natursteinmauerwerk mit buntverglasten Lichtbändern zwischen Oberkante Wand und Traufkante des holzschindelgedeckten Pyramidendaches; 1964. Die nördlichen Pavillonbauten (Haus Nummer 11–13) wurden in jüngster Zeit Innen stark modernisiert und durch moderne Verbindungsbauten zusammengefasst.